# Front de Lluita Popular Palestina
El Front de Lluita Popular Palestina (àrab: جبهة النضال الشعبي الفلسطيني, Jahbat an-Niḍāl ax-Xaʿbī al-Filasṭīnī) és una organització ex-terrorista palestina dirigida per Samir Ghawshah. Tot i disposar d'un seient en el Consell Executiu de l'Organització per a l'Alliberament de Palestina, es tracta d'un grup amb escassa influència en l'escena política palestina. De caràcter secular i socialista, està fortament vinculat a Fatah.

## Història
Aquesta organització va ser fundada en 1967 a Cisjordània a partir d'una escissió del Front Popular per a l'Alliberament de Palestina. Propera des dels seus inicis a Fatah, es va incorporar a la mateixa en 1971 per abandonar-la dos anys més tard. En 1974 va abandonar també l'OLP per ser un dels grups fundadors del Front del Rebuig palestí creat com a reacció a la política moderada de Yasir Arafat. Per aquelles dates, el FLPP empleaba els mateixos mètodes terroristes que altres grups palestins i va participar en l'atemptat contra civils israelians en l'aeroport d'Atenes en 1969.
Vinculada a Egipte des de la seva ruptura amb l'OLP, des de 1982 va rebre el suport de Síria i Líbia juntament amb altres grups palestins enfrontats a Arafat. Membres del FLPP van ser sospitosos de l'atemptat terrorista contra el vol 103 de Pa Am en 1988, encara que el seu líder ho va negar.
En 1991, després d'acceptar la Resolució 242 de l'ONU i les negociacions amb Israel, el FLPP va ser readmès en l'OLP encara que a costa d'una escissió. Una facció minoritària encapçalada per Khalid Abdelmajid es va instal·lar a Damasc sota la protecció del règim sirià.
El FLPP va participar en les eleccions legislatives palestines de 1996 amb dotze candidats que van obtenir el 0,76% dels vots. En les eleccions de 2006 va formar part de la coalició Lliberteu i Justícia Social, sense aconseguir tampoc cap representant en aconseguir el 0,72% dels sufragis.

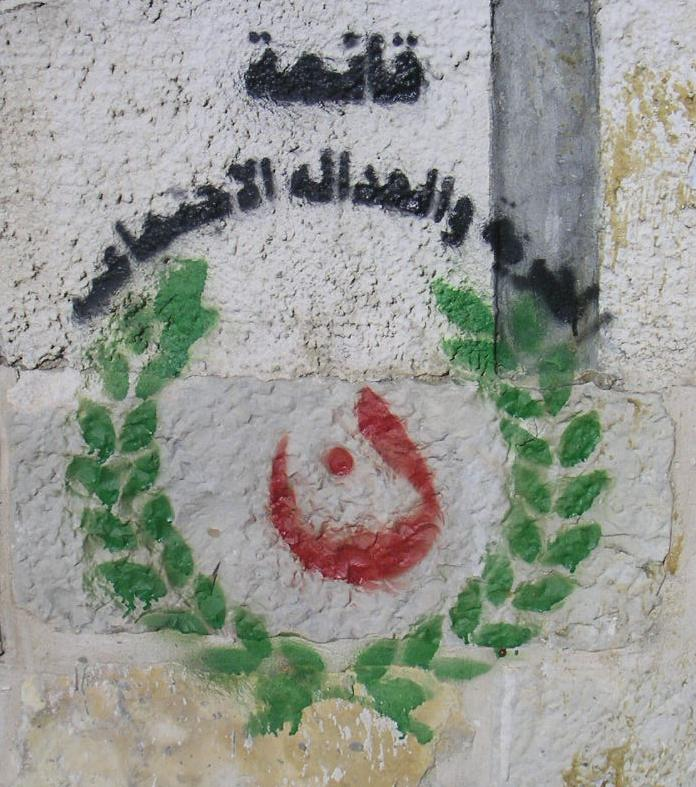
Campanya electoral de la candidatura del FLPP en Ramallah

## Organitzacions afiliades
El FLPP compta amb algunes organitzacions sectoriles també minoritàries: de treballadors, de joves, d'estudiants, de dones i de professors. Publica Sawt an-Nidhal (La Veu de la Lluita).

## Resultats electorals

### Consell Legislatiu
| Any  | Vots   | %    | Escons  | +/– | Pos. |
| ---- | ------ | ---- | ------- | --- | ---- |
| 1996 | 26,034 | 0.74 | 0 / 88  | Nou | 6è   |
| 2006 | 7,127  | 0.72 | 0 / 132 | =   | 7è   |